# Dagens Arbete
Dagens Arbete är en medlemstidning för Industrifacket Metall, GS-facket och Pappers. Varje fackförbund har sin egen utgåva. Tidningen skapades 1997 genom en sammanslagning av Metallarbetaren och Industrifacket. Samtidigt anslöt sig Pappersindustriarbetareförbundet till tidningen. Sedan 1999 ingår även Grafia och sedan 2008 även Sia i Dagens Arbete. 
Tidningen inriktar sig på nyheter, fördjupning och undersökande journalistik inom arbetslivets område där arbetsmiljö, socialförsäkringar och ägarförbundens avtal och branscher är prioriterade områden. 
Dagens Arbete har givit ut reportageboken Kampen, sorgen, kyssen, en antologi med 22 reportage.
Tidningen och har stora bildreportage i varje nummer. Dessa har även resulterat i fotoutställningen DaCapo och en fotobok med samma namn.
Chefredaktör från och med mars 2023 är Eva Burman.

## Krönikörer och serier
Tidningen har namnkunniga krönikörer som Susanna Alakoski, Carl-Einar Häckner och Björn Ranelid. Satirtecknaren Julie Leonardsson medverkar regelbundet, liksom Robert Nyberg och Charlie Christensen med seriefiguren Arne Anka.

## Utmärkelser
Tidningen har två gånger vunnit Guldspaden, Grävande journalisters utmärkelse för bästa avslöjande.